# Feel the Love
Feel the Love – singel polskiej piosenkarki Bryski i portugalskiego DJ-a Drenchilla. Singel został wydany 30 sierpnia 2024.
Kompozycja znalazła się na 20. miejscu listy OLiA, najczęściej odtwarzanych utworów w polskich rozgłośniach radiowych.

## Geneza utworu i historia wydania
Utwór napisali i skomponowali Gabriela Nowak-Skyrpan, Thomas Martin Leithead-Docherty, Haych Sane, Jeremi Siejka, Anastazja Maciąg, Kourosh Tazmini i Edward Leithead-Docherty. Artyści o singlu:

»Feel the Love« to utwór o zagubieniu, zranieniu i o tym jak czasem miłość do drugiej osoby pomaga nam znaleźć siłę, by walczyć o siebie. Utwór opowiada historię dwóch osób, które przez swoje doświadczenia, czuły jedynie pustkę – nie odczuwały radości i uczuć. Stąd to pytanie »Can You Feel the Love?«. Miłość to uczucie, które potrafi w nas na nowo zapalić światło – nawet w chwilach głębokiej ciemności – i zawalczyć o lepszych siebie.

To było niesamowite doświadczenie. »Feel the Love« niesie ze sobą energię i przesłanie dokładnie takie, o jakie nam chodziło. Zostaje w głowie na długo po przesłuchaniu – nie tylko dzięki chwytliwej melodii, ale i na poziomie emocjonalnym. To piękna opowieść o miłości i wspieraniu się nawzajem, naprawdę nie mogę doczekać się aż ją usłyszycie!

Singel ukazał się w formacie digital download 30 sierpnia 2024 w Polsce za pośrednictwem wytwórni płytowej Guesstimate w dystrybucji Magic Records.

## „Feel the Love” w stacjach radiowych
Nagranie było notowane na 20. miejscu w zestawieniu OLiA, najczęściej odtwarzanych utworów w polskich rozgłośniach radiowych.

## Teledysk
Do utworu powstał teledysk w reżyserii Kamila Zdzieraka, który udostępniono w dniu premiery singla za pośrednictwem serwisu YouTube.

## Lista utworów
- Digital download[3]

1. „Feel the Love” – 2:45

## Notowania

### Pozycja na liście airplay
| Kraj   | Lista (2024)                   | Najwyższa pozycja |
| ------ | ------------------------------ | ----------------- |
| Polska | OLiS – oficjalna lista airplay | 20                |